# El enemigo principal
El enemigo principal (título oficial en quechua: Jatun Auka, también Jatun Auk’a, en quechua sureño: hatun awqa, "enemigo grande") es una película dramática de 1973 rodada en el Perú, escrita y dirigida por Jorge Sanjinés, cineasta boliviano. Fue escrita por Sanjinés y Óscar Soria. La historia trata del conflicto entre una comunidad quechua en el Perú y su hacendado, en el cual intervienen un grupo guerrillero al lado de los campesinos, y los militares, apoyados por asesores estadounidenses, al lado de los hacendados.

## Producción
Sanjinés rodó su película en su exilio peruano en 1972 después del golpe militar en Bolivia por Hugo Banzer Suárez, en el tiempo del Gobierno Revolucionario de la Fuerza Armada de Juan Velasco Alvarado en el Perú. Escribió también el guion basándose en historias auténticas contadas por el dirigente sindical quechua Saturnino Huillca Quispe, al cual había conocido en Paucartambo en 1972, y el exguerrillero Héctor Béjar. La película fue rodada en blanco y negro en la comunidad quechua de Raqchi en el distrito de San Pedro en la provincia de Canchis en el departamento del Cuzco. Los actores principales fueron Saturnino Huillca y los campesinos de Raqchi. La película fue hablada en quechua cuzqueño y, por parte de los guerrilleros y soldados, en castellano.

## Resumen de la trama
La historia es narrada por un anciano luchador quechua, Saturnino Huillca Quispe, que comienza con la pregunta, “¿quiénes destruyeron la vida de nuestros antepasados?”, dando la respuesta al instante, “fueron los explotadores, […] los hombres sedientos de oro”. En la comunidad quechua de Tinkuy, el campesino Julián Huamantica es asesinado por el hacendado después de exigir la devolución de su vaca por parte del patrón. Los campesinos detienen al hacendado y lo entregan a la policía, pero las autoridades lo sueltan y en vez arrestan a algunos campesinos. En la segunda parte de la película, un grupo de guerrilleros aparece en la comunidad y apoya a los campesinos capturar al hacendado de nuevo. Los guerrilleros hacen un juicio popular contra el hacendado y su capataz y luego ambos son fusilados por los guerrilleros por sus crímenes contra los campesinos. En la tercera parte, los militares, apoyados por oficiales estadounidenses, masacran a los campesinos, hallan a los guerrilleros y los derrotan en una batalla sangrienta. El narrador Huillca concluye que el enemigo principal del pueblo es el imperialismo. Expresa su confianza que los campesinos vencerán por ser la mayoría.

## Discurso marxista
Según Oscar Andrés Pardo Vélez de la Universidad de Antioquia en Colombia la película Jatun Auka de Jorge Sanjinés plantea un discurso marxista aún más marcado y explícito que las películas antecedentes Ukamau y Yawar Mallku con sus conceptos de socialismo, imperialismo, explotación y lucha armada. La contradicción principal en la lucha de clases es la que hay entre los terratenientes y los campesinos indígenas, quienes según Sanjinés actúan como un protagonista colectivo. Según Pardo Vélez no es el pueblo de los campesinos quien mantiene la iniciativa, sino que a lo largo del escenario el grupo guerrillero desplaza al pueblo como protagonista colectivo. Pardo Vélez critica que Sanjinés no plantea claramente la contradicción entre los campesinos y los terratenientes.